# Jan Szymański (lekarz)

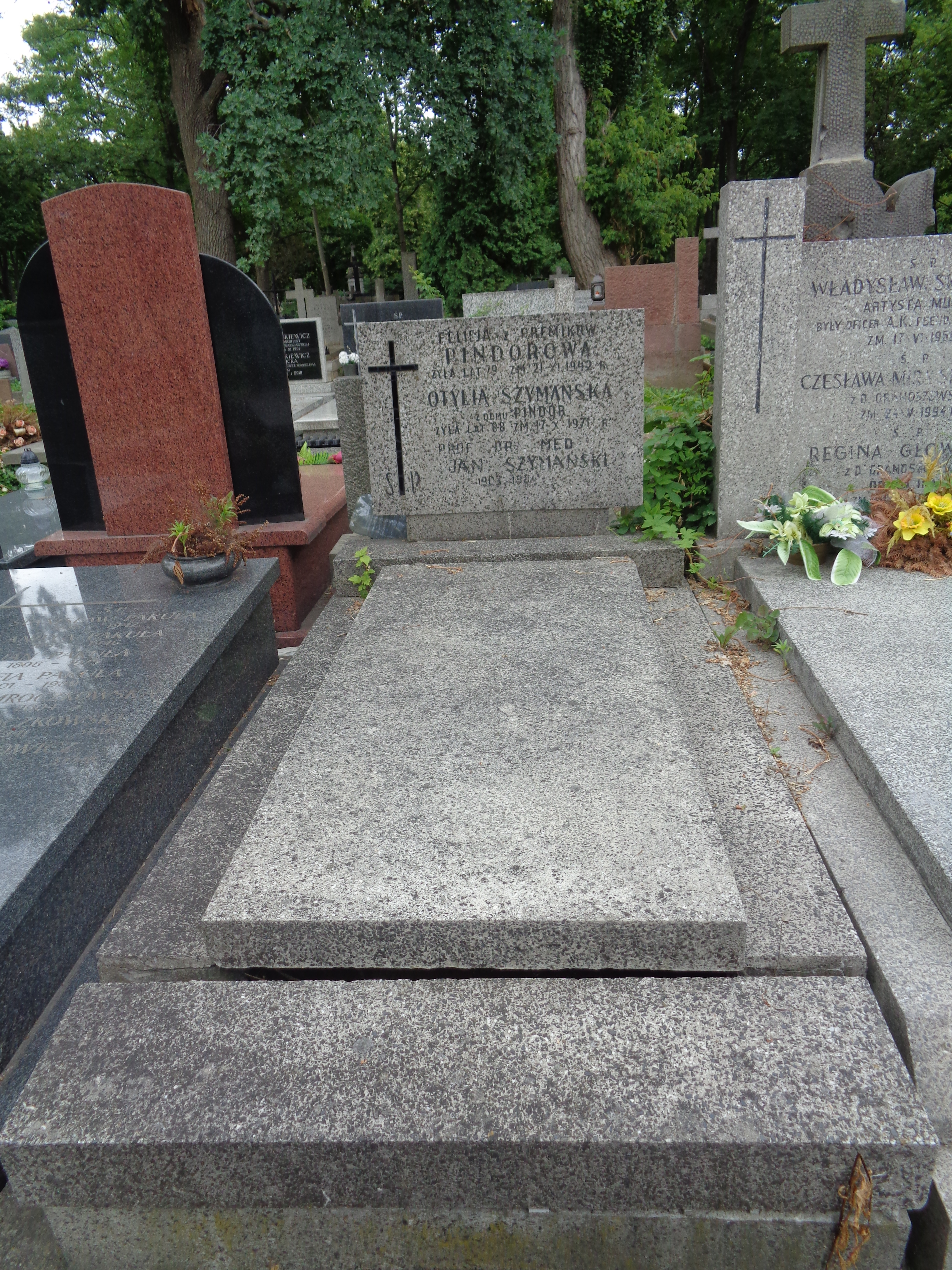
Grób profesora Jana Szymańskiego na cmentarzu Powązkowskim

Jan Duklan Szymański (ur. 1903 w Jaśle, zm. 23 lutego 1984 w Warszawie) – polski otolaryngolog.

## Życiorys
Urodził się w rodzinie Stanisława Szymańskiego - urzędnika bankowego. W 1921 zdał egzamin dojrzałości w Państwowym Gimnazjum im. Króla Stanisława Leszczyńskiego w Jaśle. Podjął studia na Wydziale Lekarskim Uniwersytetu Jagiellońskiego. Na trzecim roku przeniósł się na Uniwersytet Warszawski, gdzie w 1930 uzyskał dyplom lekarza. Podczas studiów pracował jako laborant w Zakładzie Histologii, po ich ukończeniu został lekarzem w Klinice Laryngo-Otiatrycznej Uniwersytetu Warszawskiego, która znajdowała się przy Szpitalu Św. Ducha. W 1938 został asystentem i nauczycielem akademickim, pracy lekarza nie przerwał nawet podczas oblężenia Warszawy we wrześniu 1939. Podczas bombardowania ratował z płonącego szpitala pacjentów, ranny personel, narzędzia i księgozbiór. Na wniosek prezydenta Warszawy Stefana Starzyńskiego został odznaczony po raz pierwszy Krzyżem Walecznych. Podczas ostatniego posiedzenia Rady Naukowej Wydziału Lekarskiego UW zlecono Janowi Szymańskiemu bezterminowe prowadzenie kliniki. Po zajęciu miasta przez hitlerowców studia medyczne były kontynuowane w formie tajnego nauczania, absolwenci i studenci ostatniego zdawali egzaminy w konspiracji. Do grudnia 1940 egzamin z otolaryngologii złożyło 180 studentów Wydziału Lekarskiego i 30 absolwentów Stomatologii. W 1943 Jan Szymański przekazał kierowanie Kliniką prof. Antoniemu Dobrzańskiemu, podczas powstania warszawskiego został drugi raz odznaczony Krzyżem Walecznych za ratowanie dobytku kliniki. W 1949 przedstawił pracę dotyczącą ukrwienia kosteczek słuchowych i uzyskał veniam legendi. W 1951 ze względów politycznych został odsunięty od pracy w klinice, w 1953 wyjechał do Bydgoszczy, gdzie zorganizował i przez cztery lata prowadził Klinikę Otolaryngologii w Instytucie Doskonalenia i Specjalizacji Kadr Lekarskich. Władze miasta nadały mu tytuł Honorowego Obywatela miasta Bydgoszczy. W 1957 powrócił do Warszawy i przejął po zmarłym prof. Henryku Lewenfiszu-Wojnarowskim kierowanie Kliniką Otolaryngologii, stał na jej czele do 1969, gdy ze względów zdrowotnych złożył rezygnację. Do 1973 pracował jako tzw. profesor „przy katedrze”. Pochowany w Warszawie na cmentarzu Powązkowskim (kw.146a-4-24). 

## Publikacje
- Statystyka nowotworów złośliwych i łagodnych kliniki otolaryngologicznej UW za okres od 1924 do 1938 r. (1948)
- Choroby jamy ustnej, gardła i nosa: Podręcznik dla studentów stomatologii (1952)